# Emily Williams
Emily Eolian Williams (25. září 1869 San José – 3. července 1942 Los Gatos) byla průkopnice žen v architektuře. Na začátku 20. století, v době, kdy jen málo žen vstupovalo do této profese, aktivně působila v Pacific Grove, San José a San Franciscu. Navrhovala hlavně v domy s prakticky rozvrženými interiéry, několik budov pro instituce a výstavní stánek na Světové výstavě 1915 v San Franciscu.

## Životopis

### Mládí a vzdělání
Narodila se 25. září 1869 jako dcera Edward Williamse, ředitele San José Water Works, a jeho první ženy Emily rozené Miree. Emily Williams navštěvovala školu California State Normal School v San José, nynější univerzitě San Jose State University, a stala se učitelkou v Midway District v Santa Clara. Studovala také na University of the Pacific a v letech 1893–1894 na nově otevřené Leland Stanford University v Palo Altu.
V roce 1901 se přestěhovala do San Francisca, kde po dobu jednoho semestru studovala navrhování a architekturu na střední škole California School of Mechanical Arts, nynější Lick-Wilmerding High School. Pokoušela se najít si práci jako kreslička, ale byla odmítnuta, protože nebylo považováno za patřičné, aby ženy působily v tomto oboru. V San Francisku poznala učitelku přírodních věd Lilian Bridgman, která také usilovala o to, stát se architektkou, a jíž se podařilo navrhnout svůj vlastní dům za podpory architekta Bernarda Maybecka. To Emily zřejmě povzbudilo, aby se nadále věnovala architektuře. Ačkoli její projekty zůstaly pouze u malých a povětšinou rodinných domů.
Aby získala zkušenosti, použila své dědictví po otci, aby si postavila malý domek v Pacific Grove za pomoci umělecké kovářky Lillian McNeill Palmer. Oběma ženám, které dokončily veškeré práce „svými hezkými ručkami” bez pomoci řemeslníků, se dostalo pozornosti tisku a brzy se staly turistickou atrakcí. Domek je stále obývaný.

### Kariéra

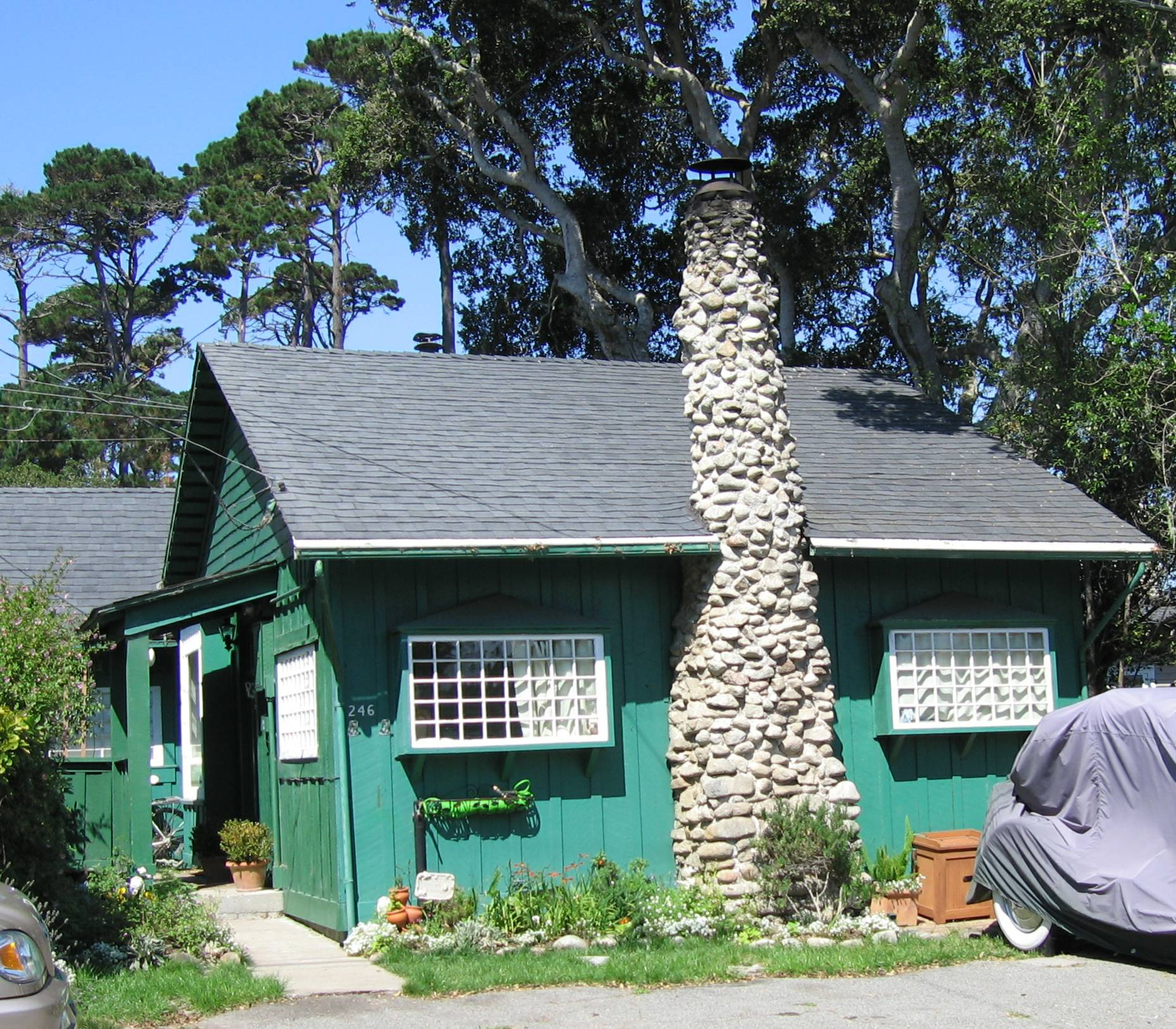
Domek v Pacific Grove, který společně postavily Emily Williams a Lillian Palmer (1903)

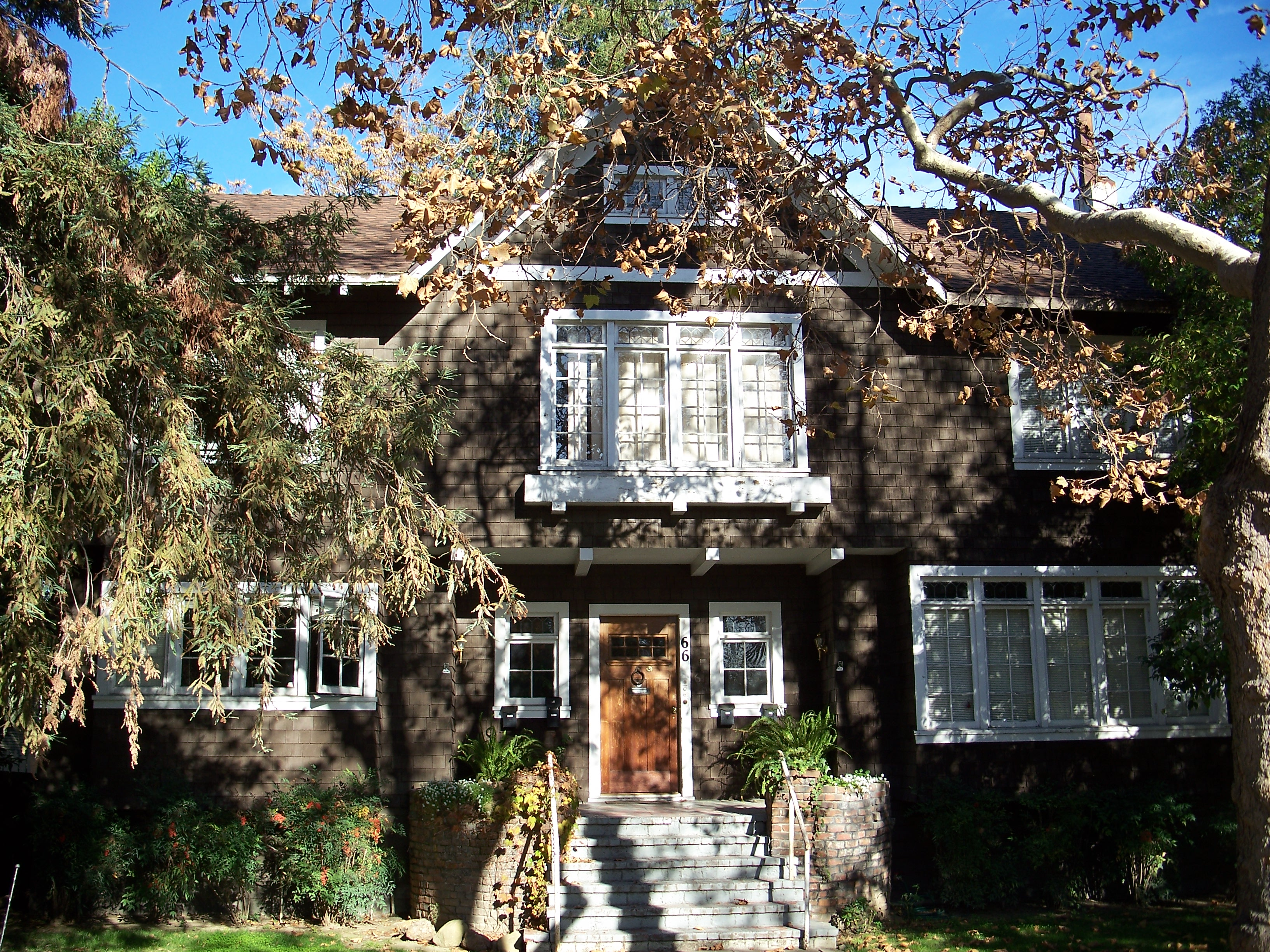
Arthur Monroe Free House, San José

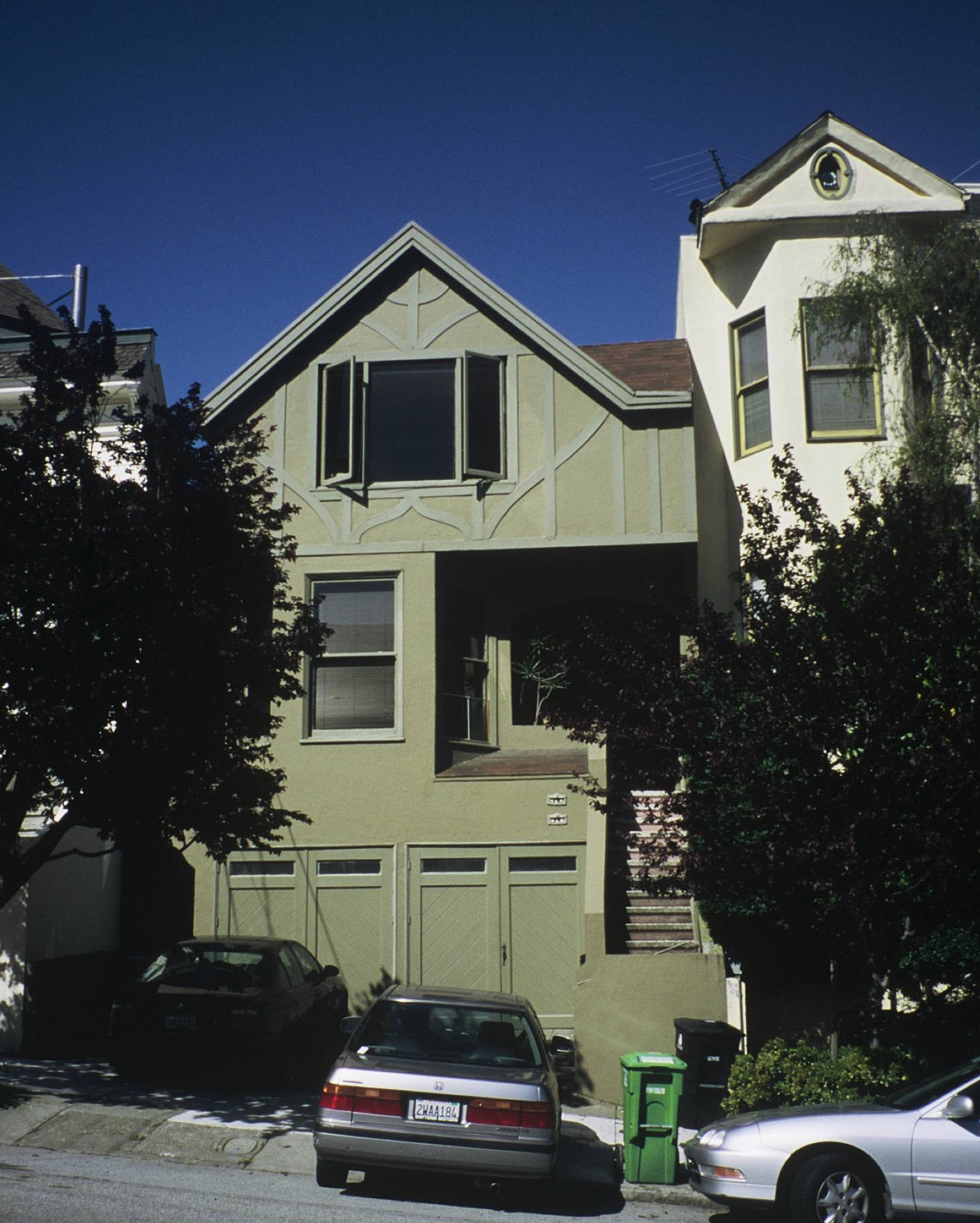
Cassidy House, San Francisco (1924)

Její první klientkou byla její sestra Edith, která věřila v Emiliny schopnosti a objednala si návrh tří investičních domků na přilehlých pozemcích. Další zakázky přišly od známých rodiny Williamsových a feministek jako Dr. Anny Lukens, která si přála vyhnout se krutým newyorským zimám v mírné Kalifornii. Další klientkou byla dobře zaopatřená Lucy Pray, která pro svou dceru chtěla univerzitní vzdělání na Kalifornské univerzitě. Zadala stavbu domu v Berkeley, aby její dcera mohla během studia žít doma. Další prominentní klientkou byla Jessie Jordan, manželka ředitele Stanfordovy univerzity Davida Starra Jordana, která Emily zadala, aby udělala návrh na jejich dům poblíž Carmel, zatímco byl její manžel na cestách. Jordanovi znali Emily z dob, kdy studovala na Stanfordu. Donald a Annie Palmerovi, rodiče Lillian, požádali Emily, aby jim navrhla dům na 66 South Priest (nyní 66 South Fourteenth) Street v San José, kde tehdy Emily s Lillian žily. Tento dům, chráněný jako historická památka, je nyní znám jako Arthur Monroe Free House, pojmenovaný podle druhého majitele, právníka a člena Sněmovny reprezentantů.
V roce 1907 Emily navrhla prostorný dům v San Franciscu pro Gertrude Austin, bývalou obyvatelku San José, která se znala s Williamsovými. Její dcera Elizabeth Austin, tehdy studentka architektury na Kalifornské univerzitě v Berkeley, se možná mohla podílet na diskuzi o návrhu domu a sledovat výstavbu. Emily se tak stala vzorem pro mladou ženu, toužící stát se architektkou.
Kolem roku 1914, Emily dostala velmi neobvyklou zakázku na výstavní stánek pro společnost Alaska Garnet Mining and Manufacturing Company, která byla vlastněna a provozována dvanácti ženami ze St. Paul v Minesotě. Toto spojení bylo velmi pravděpodobně skrze Dona Palmera (otce Lillian Palmer), který byl důlní inženýr. Nedochovaly se však žádné fotografie, ilustrace ani návrhy.
S pomocí patronky Etty Belle Lloyd, Emily získala dvě veřejné zakázky v Pacific Grove. První v roce 1907 od ženského spolku Woman’s Civic Club na návrh veřejné „Vyhlídky” na skalnatém výběžku v Tichém oceánu zvaný Lovers Point. Druhou zakázkou, o několik let později, byla přestavba dvou velkých chat na atraktivní spolkový dům pro Woman’s Civic Club. I přes publicitu, kterou tyto projekty vyvolaly, Emily od spolku nezískala žádné nové klientky.

### Osobní život
Kolem roku 1898 se Emily seznámila s Lillian McNeill Palmer, která ji podpořila, aby následovala svůj sen stát se architektkou. Emily podporovala Lilianinu touhu stát novinářkou a uměleckou kovářkou.
Po smrti otce v roce 1899 se Emily přestěhovala k rodině Palmerových, kteří ji přijali jako členku rodiny. Při sčítání lidu v roce 1910 byla Emily uvedena jako „adoptivní” dcera Palmerových.
V roce 1908, Emily a Lillian cestovaly po Evropě a Asii za zábovou i studiem. Ve Vídni Emily studovala klasickou architekturu a Lillian práci s kovem. Během svého návratu se usadily v San Franciscu, kde Lilian úspěšně vytvářela a prodávala své výrobky z kovu v obchodě „The Palmer Shop”. Emily získala jen několik zakázek, ale postavila si svůj dům na 1037 Broadway a víkendovou chatu „Wake Robins” v Santa Cruz Mountains. Kolem roku 1920 se Palmerovi přestěhovali do Los Gatos a Emily navrhla dům pro sebe a Lilian na stejném pozemku. Během velké hospodářské krize společně žily v Santa Cruz Mountains, zatímco pronajímaly domy v San Franciscu a Los Gatos.
Emily také navrhla dvě investiční nemovitosti, pro sebe a pro Lillian, které však nepřinesly očekávaný finanční zisk, protože ženy nebyly schopné udržet nejnutnější platby a musely je tak prodat.
Emily a Lillian společně žily jako partnerky do Emiliny smrti v roce 1942.
Emily Willians zemřela v roce 1942 v Los Gatos, po celoživotních problémech s astmatem. Byla pohřbena na hřbitově Los Gatos Memorial Park v San José v Kalifornii. Byla velebena dojemným nekrologem, pravděpodobně napsaným její partnerkou Lillian.

## Uznání
Článek publikovaný v deníku San José Mercury Herald z 11. listopadu 1906 uvedl: „Domy slečny Williansové jí získaly záviděníhodnou pověst... Nejsou pouze krásné a umělecké, ale praktické, obyvatelné a plánované tak, aby ušetřily kroky s úložnými prostory.” Článek vysvětlil, že Emiliny interiéry byly navržené lépe než ty, které navrhli muži.

## Dílo
- Williams-Palmer House/Cottage, 246 Chestnut Street, Pacific Grove, 1903
- Edith Williams 1st House, 242 Chestnut St, Pacific Grove, 1904
- Edith Williams 2nd House, 241 Alder St, Pacific Grove, 1904
- Edith Williams 3rd House, 243 Alder St, Pacific Grove, 1904
- Lucy Mabel Pray House, 1325 Spruce, Berkeley, 1904
- Reverend George W. Foote House (zbořeno), 475 Spencer Avenue, San José, 1906
- Dům blízko pláže (nenalezeno), pláž, Carmel, 1906
- Sequoia Lodge by the Sea (Dr. Anna Lukens House), 529 Ocean View Boulevard, Pacific Grove, 1906
- Palmer House (nyní Arthur Monroe Free House), 66 S. Priest now S. 14th Street, San José, 1906
- Gertrude Austin House, 2728 Union Street, San Francisco, 1907
- Lillian Palmer House, 218 Chestnut, Pacific Grove, 1907
- Emily Williams House, 220 Chestnut, Pacific Grove, 1907
- Jordan House (zbořeno), NE corner of Camino Real & 7th, Carmel, 1907
- W.B. Richards House, 119 Grand Avenue, Pacific Grove, 1907
- Výhlídka Pacific Grove Lookout (zbořeno), Lovers' Point poblíž japonské čajové zahrady, Pacific Grove, 1907
- House for a prominent man, (nenalezeno), Berkeley, 1909
- Dům ve vnitřním městě, (nenalezeno), 1909
- Alice Wright House, 1715 Dayton Avenue, Alameda, 1909
- přestavba Deer Park Inn, Highway 89/Alpine Meadows Rd,  Tahoe City, 1909
- „Wake Robin” víkendový dům, 20075 Gist Road, Lexington Hills, Los Gatos, 1910
- Pac. Grove Woman's Civic Club (zbořený), 172 Grand Avenue, Pacific Grove, 1910
- Howell House, 245 Ocean View Blvd., Pacific Grove, 1911
- McIntire House, 117 S.17th Street, San José, 1913
- Williams-Palmer House, 1037 Broadway, San Francisco, 1913
- Světová výstava 1915, výstavní stánek, Palace of Varied Industries, San Francisco, 1914–15
- Williams-Palmer House, Addition of, 1037-39 Broadway, San Francisco, 1921
- druhé patro nástavby TenWinkel Cottage, 1071-73 Lombard St, San Francisco, 1922
- Hill House, 426 36th Avenue, San Francisco, 1923
- Cassidy House, 424-26 Mississippi, San Francisco, 1924
- Kennedy House, 1027-31 Broadway, San Francisco, 1924
- Williams-Palmer House, 151 Whitney Avenue, Los Gatos, pre 1924